# Eddy Treijtel
Eduard Willem „Eddy“ Treijtel (* 23. Mai 1946 in Rotterdam) ist ein ehemaliger niederländischer Fußballspieler.

## Karriere
Treijtel begann seine Karriere in seiner Heimatstadt als Jugendspieler bei den Rotterdamer Klubs Schiebroek und Xerxes. Bei Xerxes absolvierte er seine ersten Jahre im Seniorenbereich, bis er 1968 gemeinsam mit Wim van Hanegem zu Feyenoord Rotterdam wechselte.
Bei Feyenoord feierte er seine größten Erfolge mit dem Gewinn des Weltpokals 1970 gegen Estudiantes de la Plata sowie des UEFA-Pokals 1974 gegen Tottenham Hotspur.
1979 wechselte er zu AZ Alkmaar. Dort erreichte er 1981 erneut das Finale des UEFA-Pokals. Alkmaar unterlag Ipswich Town in der Gesamtwertung nach zwei Spielen durch eine 0:3-Niederlage im Hinspiel und einen 4:2-Sieg im Rückspiel in Amsterdam.
1985 beendete Eddy Treijtel seine aktive Laufbahn.
International spielte Treijtel zwischen 1969 und 1976 fünf Mal für die niederländische Nationalmannschaft. Er stand im Kader der Niederlande bei der Fußball-Weltmeisterschaft 1974 in Deutschland, wo er nicht zum Einsatz kam.

## Trivia
Über den Fußball hinaus bekannt wurde Eddy Treijtel, als er bei einem Spiel zwischen Feyenoord und Sparta Rotterdam am 15. November 1970 mit dem abgeschlagenen Ball eine Möwe traf, die daraufhin tot zu Boden fiel.